# Iridium Communications
Cet article court présente un sujet plus développé dans : Iridium (téléphonie par satellite).
Iridium Communications Inc. (anciennement Iridium Satellite LLC) est une entreprise américaine dont le siège est à McLean, en Virginie. Elle exploite le système Iridium, une constellation de 141 satellites actifs utilisés pour la téléphonie par satellite.